# Animelliure
AnimeLliure és una comunitat i fòrum en línia dedicada a la distribució i creació de fansubs (subtitulació feta per aficionats) d'anime en llengua catalana. Ha estat un dels punts de trobada de referència per a la comunitat de seguidors de l'animació japonesa a Catalunya. S'ha identificat el lloc web com un dels portals per a la distribució de fansubs en català.
Un estudi de 2019 sobre la traducció feta per aficionats, publicat a la revista Language Learning & Technology, va descriure AnimeLliure com un "fòrum en línia on els fansubbers parlaven, discutien i penjaven anime en català". Els autors de l'estudi van utilitzar la plataforma per contactar amb informants i la van observar com un exemple de "xarxa social i comunitat especialitzada" en la curació i difusió de subtítols d'anime.